# 허인구
허인구(1959년~)는 대한민국의 정당인이다.

## 학력
- 춘천고등학교 졸업
- 서울대학교 경제학과 졸업

## 경력
- 1986년 문화방송 공채 기자 입사
- 1991년 SBS 이직
- SBS 사회부 기자
- SBS 정치부 기자
- 1997년 SBS 회장비서실장
- 2000년 SBS 인사부장
- 2002년 SBS 워싱턴특파원
- 2006년 SBS 보도본부 국제부장
- 2007년 SBS 보도본부 문화과학부장
- 2008년 1월 SBS 보도본부 경제부장
- 2008년 9월 SBS 보도본부 스포츠국장
- 2009년 8월 SBS골프, SBS 스포츠 대표이사
- 2010년 12월 SBS 스포츠기획단 단장
- 2012년 10월 미디어크리에이트 영업담당 전무
- 2014년 11월 미디어크리에이트 영업총괄
- 2015년 11월 제3대 미디어크리에이트 사장
- 2018년 3월 G1 강원민방 대표이사 사장
- 2020년 강원언론인회 회장
- G1 방송 대표이사 사장
- 대한체육회 문화·환경·교육위원회 위원장
- 아시아올림픽평의회(OCA) 문화분과위원장
- 2023년 8월 ~ 국민의힘 입당
- 2023년 8월 ~ 국민의힘 가짜뉴스·괴담 방지 특별위원회 부위원장
- 2024년 3월~ 2024년 4월: 제22대 총선 국민의힘 강원특별자치도 선거대책위원회 총괄본부장